# Middelperzische literatuur

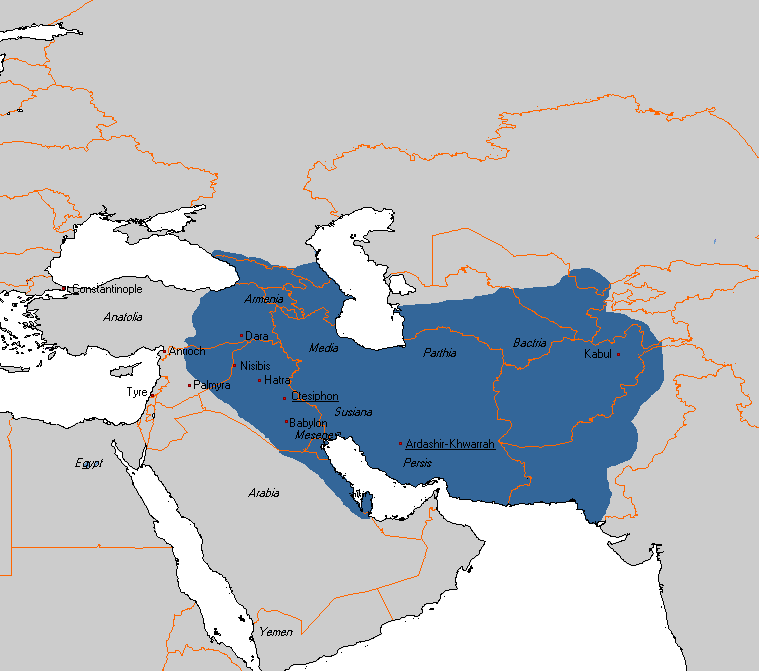
Het Sassanidische rijk onder sjah Shapur I.

De Middelperzische literatuur (of Pahlavi-literatuur) omvat alle Iraanse boeken die werden geschreven in het Middelperzisch in een specifiek alfabet tussen circa 300 en 1000. Het woord Pahlavi kan naar zowel het Middelperzisch als naar het schrifttype verwijzen.
Het schrifttype, dat gecompliceerd en fonetisch was, werd door de Sassaniden ontwikkeld om bijvoorbeeld de zoroastrische religieuze teksten nauwkeurig weer te geven voor het reciteren ervan tijdens rituelen. Dit alfabet, gebruikt door klerken, werd mettertijd vervangen door het Arabische schrift.
De Middelperzische teksten bestaan uit Sassanidische inscripties, glossaria, een wetboek (Mâdayân î Hazâr Dâdestân), fragmenten van seculiere literatuur (wetenschap en poëzie), christelijke literatuur en vooral zoroastrische literatuur, van apocalyptische tot didactische en apologetische teksten. De islamitische verovering van Iran in de 7e eeuw betekende geen plotse breuk in de literaire traditie. De nieuwe maatschappelijke en politieke situatie leidde gestaag tot het verdwijnen van de seculiere Pahlavi-literatuur, bijvoorbeeld omdat Pahlavi-teksten werden vertaald in het Arabisch. De religieus-literaire traditie bleef wel voortbestaan, hoewel veel werken verloren zouden gaan.
De zoroastrische Pahlavi-boeken zijn:
- Zand (Interpretatie van de Avesta)
- Boendahisjn (Bundahishn; scheppingsverhaal)
- Dênkard (godsdienstige encyclopedie)
- Selecties van priester Zâtspram,
- Dâdistân î denîg van priester Mânoesjtjsihr,
- Dâdistân î Mênôg î Khrad (wijsheidstekst)
- Sjkand-goemânîg vizâr (Systematische uitroeiing van alle twijfel)
- Nâmag van Ardâ Virâz (Boek, reis van een priester naar het hiernamaals)